# Birger Forsberg
John Birger Forsberg, född 11 april 1922 i Hedesunda, död 19 juni 2012 i Solna, var en svensk målare, grafiker, tecknare, skulptör och textilkonstnär.
Han var son till stinsen John Forsberg och Anna-Lisa Nilsson. Som ung studerade han teckning vid en aftonskola i Gävle. Han kom då med i Brynäsgruppen, en samling målare med gemensam ateljé på Brynäsgatan. Han fortsatte sina konststudier i slutet av 1940-talet vid Konsthögskolan i Stockholm och bedrev självstudier under studieresor till London, Paris, Italien och Spanien. Separat ställde han ut i Härnösand 1948 och i Stockholm 1951. Han medverkade i Nationalmuseums utställning Unga tecknare 1948–1949 och utställningen Nutida svensk grafik på Nationalmuseum 1951 samt i Liljevalchs vårsalong 1952 och ett flertal gånger i länsutställningarna som visades i Gävle. Tillsammans med Ulla Viotti ställde han ut på Galleri MNK i Karlstad 1963. På Forsbergs 90-årsdag 2012 invigdes utställningen Uppåt väggarna i Skaparbyn som speglade Forsbergs nära åtta decennier långa konstnärskap.
Forsberg flyttade från Gävle till Stockholm på 1940-talet och var från 1956 anställd som lärare i grafik vid Konstfack i Stockholm under 30 år.
Hans konst består av måleri, grafik, teckning, skulptur och vävning, i oljefärg eller pastell utförde han landskapsskildringar, porträtt och hästmotiv som skulptör utförde han mindre trästatyer. Bland hans offentliga uppdrag märks utsmyckningen för tunnelbanestationen Slussen i Stockholm 1965 samt en del illustrationsarbeten och scendekorer.
När den egyptiska vävar- barnens utställning visades på Moderna Museet 1960 blev Forsberg inspirerad att skapa något liknande i Sverige och fem år senare från 1965 bedrev han fri bildvävnad med barn och ungdomar i sin födelseby Vall efter initiativ av Wissa Wassef Art Centre i Harrania i Egypten, verksamheten i Hedesunda upphörde 2006. Dottern Eva Forsberg har varit med sedan starten i Hedesunda 1965 och förde vävartraditionen vidare.
Forsberg är representerad vid Moderna Museet, Länsmuseet Gävleborg
, Örebro läns museum, Kungliga biblioteket och i New York.